# Marciana (Toskana)
Marciana ist eine der sieben Gemeinden der italienischen Insel Elba mit dem Hauptort Marciana Alta und 2047 Einwohnern (Stand 31. Dezember 2023). Sie gehört zur Provinz Livorno in der Toskana.

## Geografie
Die Kommune Marciana befindet sich im Westteil der Insel Elba und erstreckt sich in der Küstenlänge von Procchio bis Pomonte rund um das Massiv des Monte Capanne, das ebenfalls Teil der Kommune ist, jedoch ohne die Gemarkung von Marciana Marina, die seit 1951 eine selbständige Gemeinde ist. Der Monte Capanne ist mit 1019 m s.l.m. zudem die höchste Erhebung der Insel Elba. Große Teile des Gemeindegebiets sind Bestandteil des Nationalparks Toskanischer Archipel.

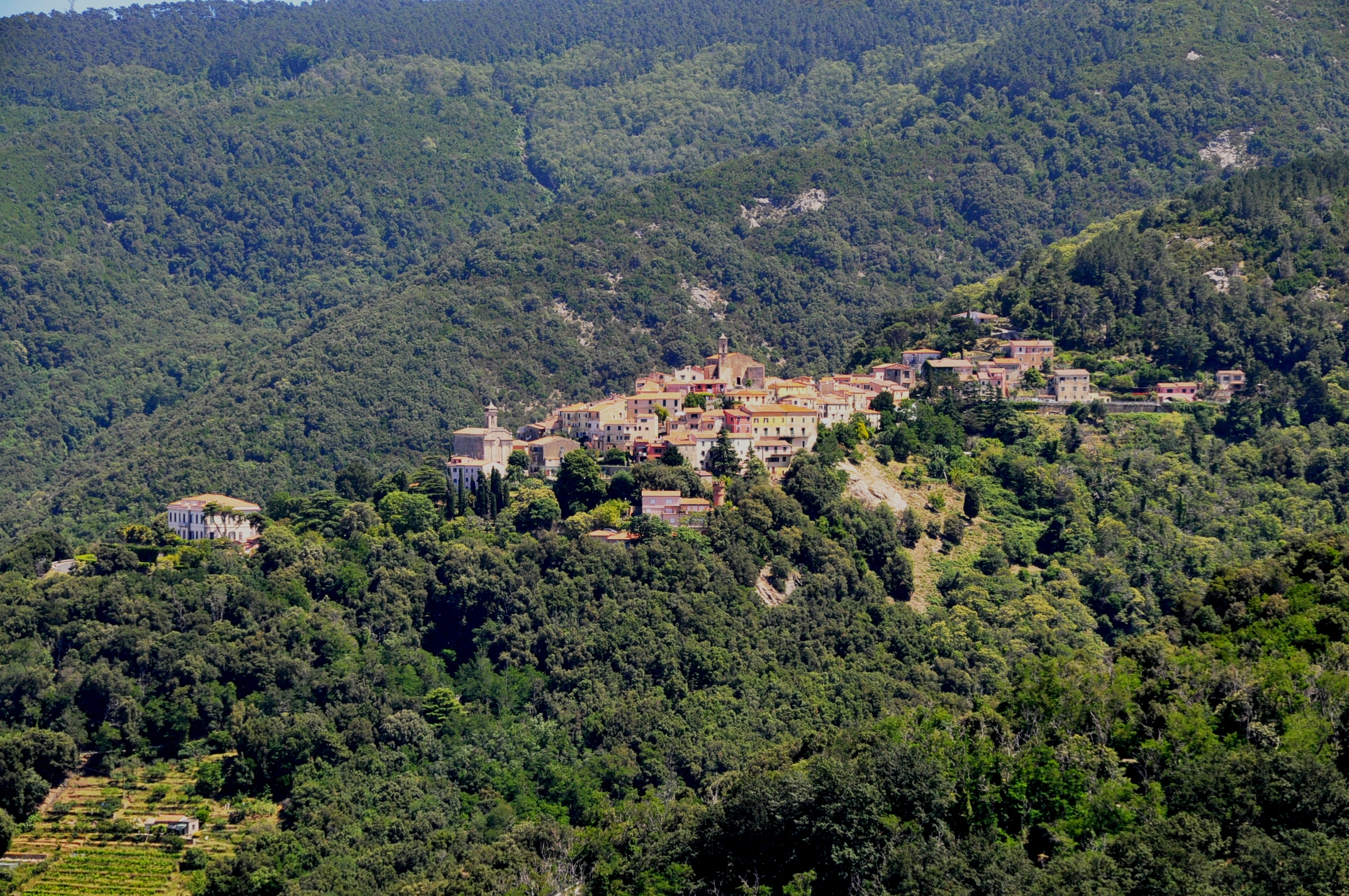
Der Ortsteil Poggio

Ortsteile sind Marciana Alta als Hauptort, Poggio, Sant’Andrea, Chiessi, Pomonte und Procchio. Weitere erwähnenswerte Ortschaften sind Colle d’Orano, Patresi und Zanca neben den vielen kleineren Fraktionen wie z. B. Le Casine, Conca, Maciarello.
Procchio, Sant’Andrea, Chiessi und Pomonte liegen direkt am Meer.
Die Nachbargemeinden sind Campo nell’Elba, Marciana Marina und Portoferraio.

## Geschichte
Die Gegend ist seit der Bronzezeit besiedelt, wie archäologische Funde zeigen. Marciana Alta wurde als älteste Gemeinde Elbas 35 vor Chr. von dem Römer Marcius gegründet. Im Mittelalter und der frühen Neuzeit wechselte Marciana wie die übrigen Inselteile auch häufig und zwangsläufig die Zugehörigkeit.
Eine Festung erhielt der Ort im 12. Jahrhundert unter der Herrschaft der Republik Pisa. Sie bot der Bevölkerung Schutz gegen die zur damaligen Zeit häufigen Piratenüberfälle. In unmittelbarer Nähe des ehemaligen Kastells ⊙ ist heute das Archäologische Museum der Gemeinde mit zahlreichen Fundstücken aus der Umgebung.
Der ehemals zugehörige Ort Marciana Marina wurde 1954 selbstständige Gemeinde.

## Landschaft und Natur
Der Westteil der Insel Elba und somit auch die Kommune Marciana ist geprägt von Granitgestein, das die Berge bildet und bis ins Meer hinein reicht. Die Granitgipfel sind von weitem her sichtbar. Die nordwärts gerichteten Berghänge sind üppig bewachsen mit Wäldern von Kastanien und Steineichen. Der westlich ausgerichtete Teil ist im Pflanzenbewuchs sehr karg und beschränkt sich im Wesentlichen auf Macchia.
Die höchsten Erhebungen sind neben dem 1019 m hohen Monte Capanne der Monte Giove mit 855 m und der Monte di Cote mit 950 m, ein Westausläufer des Monte Capanne.
Der Küstenbereich ist grundsätzlich felsig und steil bis auf die Stellen, an denen Bergtäler ins Meer münden. Dort findet man kleinere Buchten mit Stränden, die meist mit Kies oder Schotter bedeckt sind. Einige Orte allerdings, wie Sant’Andrea, füllen ihre Strände aufwendig mit Sand auf und pflegen sie entsprechend.

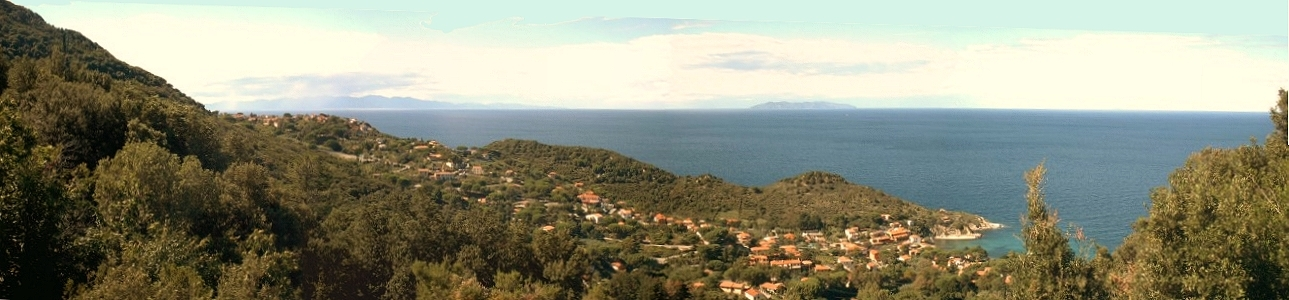
Blick von der ca. 160 m höher gelegenen Panoramastraße über die Bucht von Sant’Andrea. Links beginnend erkennt man Zanca und bis zum Meer hin reichend Sant’Andrea. Im Hintergrund sieht man die im Dunst liegende Nordspitze der Insel Korsika, das Cap Corse und rechts die Insel Capraia, die ebenfalls zum Toskanischen Archipel gehört.

## Tourismus und Verkehr
Selbstverständlich ist auch die Kommune Marciana touristisch erschlossen. Als Hauptstraße dient die Insel-umführende Panoramastraße, die der Berge wegen in dieser Region auf ca. 160 m über dem Meer geführt ist. Zahlreich eingerichtete Aussichtspunkte, meist mit Tischen und Bänken ausgestattet, bieten unbeschreibliche Ausblicke.
Der öffentliche Busverkehr ist auch hier gesichert. Die am Meer liegenden Ortschaften sind jeweils durch schmale und kurvenreiche, aber gut ausgebaute Straßen erreichbar.
Bankfilialen findet man in den meisten der genannten Orte, in Marciana Alta ist das Postamt zu finden. Bei den Touristen sehr beliebt ist die Ortschaft Sant'Andrea aufgrund der ruhigen Lage, der Badefelsen aus Granit und dem türkisfarbenen Meer in diesem Bereich. Vor allem unter Berg- und Wanderfreunden ist der Ort bekannt.
Die Einkaufsmöglichkeiten beschränken sich auf das Notwendigste. Kleine Lebensmittelgeschäfte und während der Urlaubssaison geöffnete Souvenirläden mit Badeartikeln sind meist zu finden. Das Angebot an Hotelanlagen und Ferienhäusern und -wohnungen ist in den Urlaubszentren reichlich.

## Sehenswürdigkeiten
Neben den Orten Marciana Alta und Poggio, die als solche schon einen Besuch wert sind, bieten sich in dieser Region Elbas ausgiebige Wanderungen an. Zahlreiche gut beschilderte Höhenwege verbinden in Etappen die am Meer liegenden Ortschaften.
- Marciana Alta:
  - Das Ortsinnere mit seinen vielen Treppengassen und malerischen kleinen Plätzen ist besonders sehenswert.
  - Die Kirche Santa Caterina ⊙stammt aus dem 16. Jahrhundert und wurde anstelle einer vorherigen Kapelle errichtet. Der Bau gestaltete sich schwierig wegen der extremen Hanglage des Geländes.
  - Einen Aufstieg zur Wallfahrtskirche Madonna del Monte ⊙ in 630 m Höhe sollte man sich nicht entgehen lassen. Aufgrund der Höhe bieten sich herrliche und weite Ausblicke über den gesamten Toskanischen Archipel bis hinüber nach Korsika. Die Kirche ist aus dem Jahr 1595 und liegt am Abhang des Monta Giove an einem malerischen Pilgerweg mit den zwölf Leidensstationen Christi. An jedem 15. August findet eine Wallfahrt von Marciana entlang des Passionswegs zur Kirche statt. In der nahegelegenen Eremitage hat sich Napoleon im Spätsommer 1814 mit der Gräfin Maria Walewska zwei Tage aufgehalten.
- Poggio:
  - Siehe dort
- Steinmonster werden die seltsamen Formen der Felsen genannt, die in der Tat mit etwas Phantasie an große tierische Gestalten erinnern und am Wegesrand der Wanderung zu finden sind.
- Eine 15-minütige Seilbahnfahrt in Stehkörben, zum Gipfel des Monte Capanne bei schönem Wetter, lohnt ebenfalls wegen des Ausblicks über den gesamten Inselbereich sowie den Toskanischen Archipel.

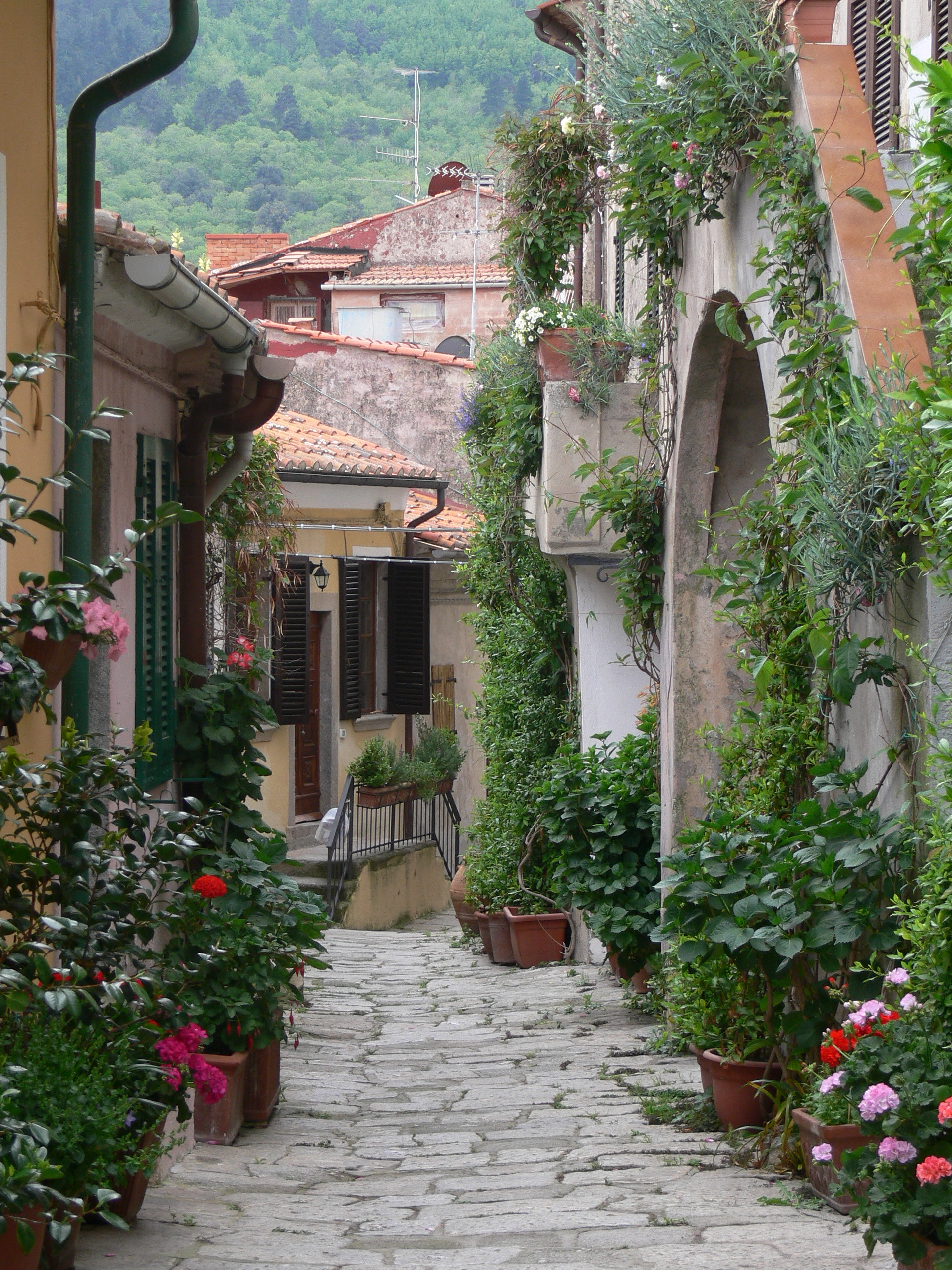
Gasse in Marciana Alta
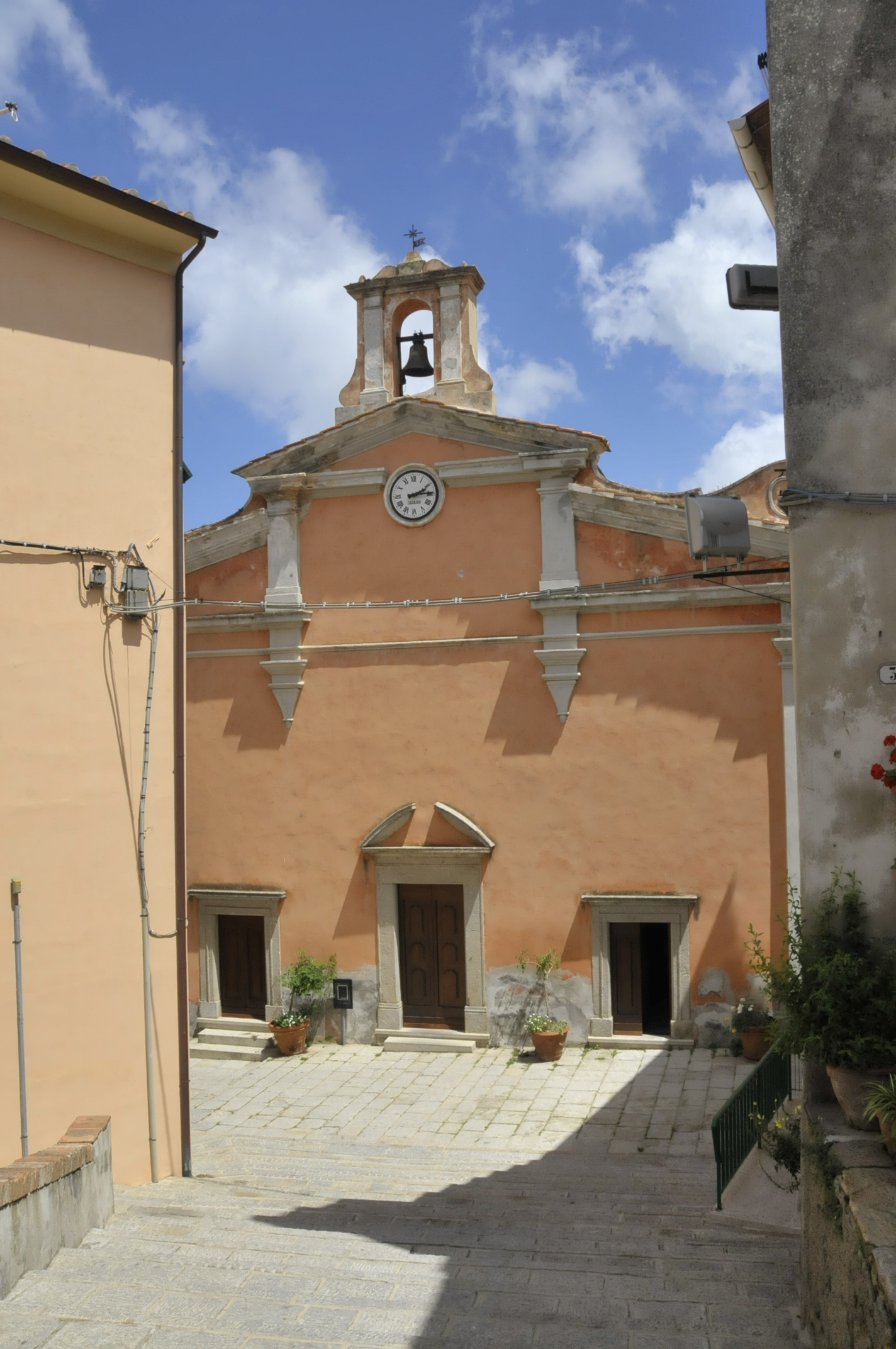
Marciana: Die Kirche Santa Caterina
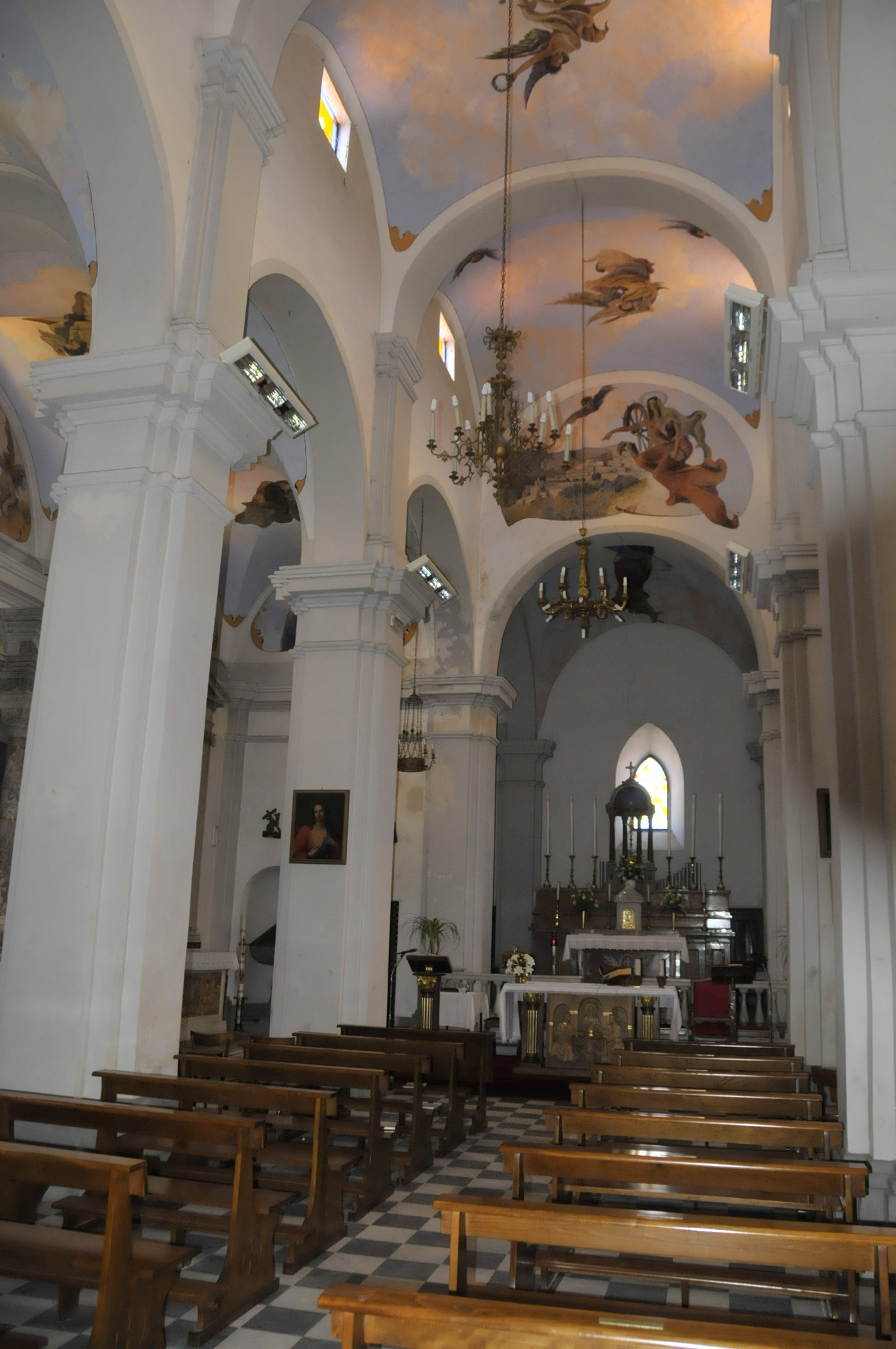
Inneres der Kirche Santa Caterina
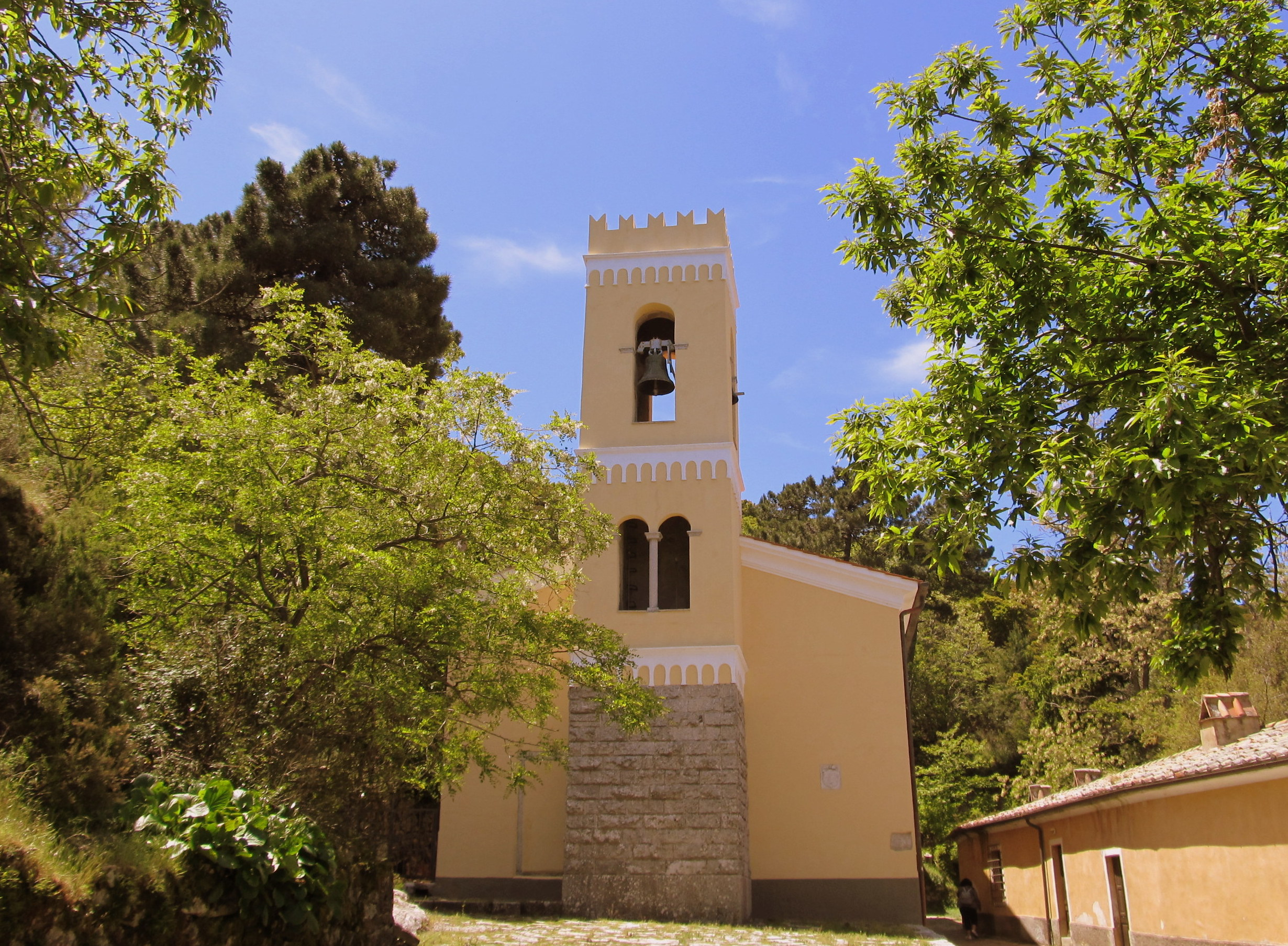
Die Wallfahrtskirche Madonna del Monte
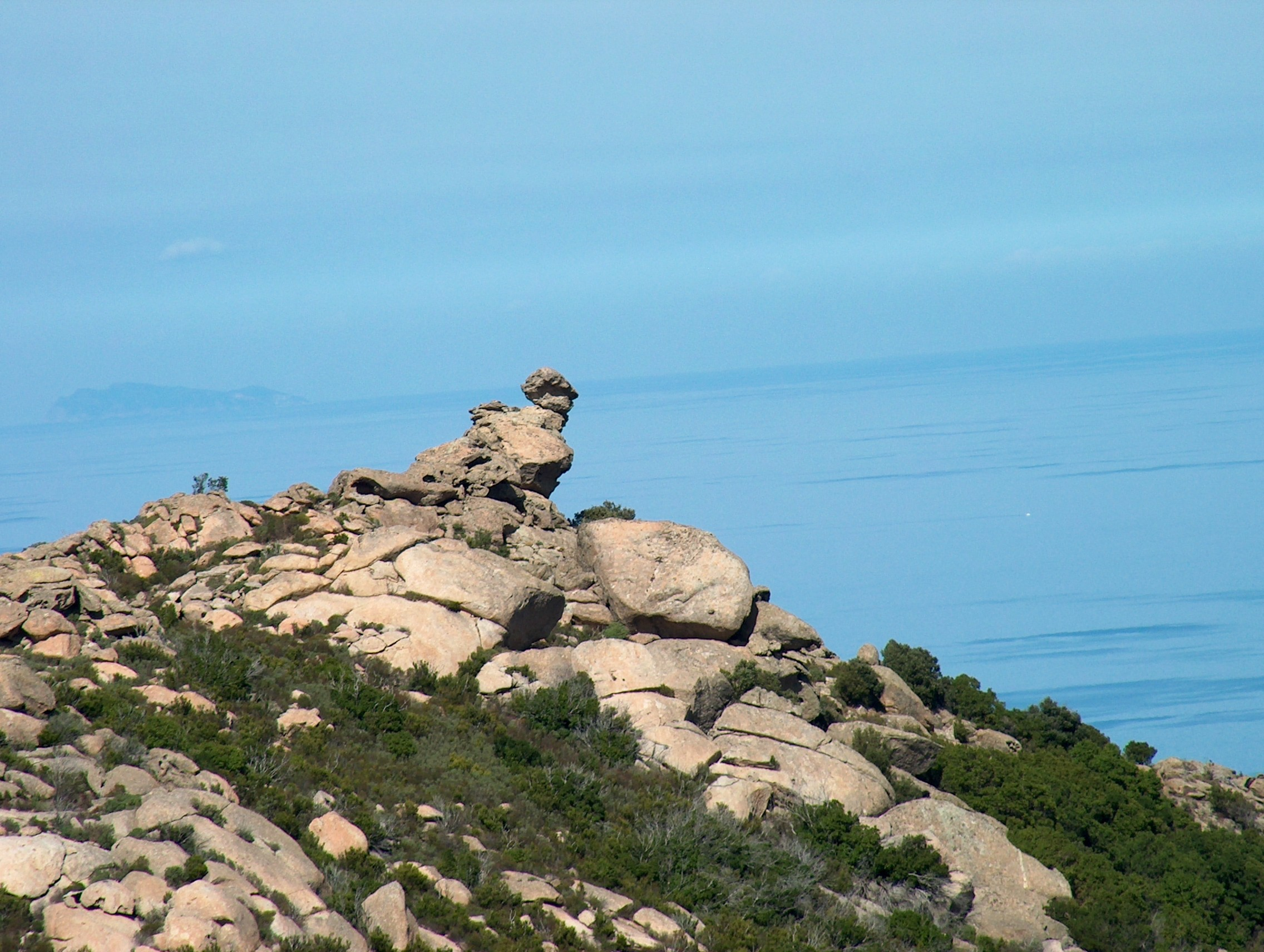
Steinmonster
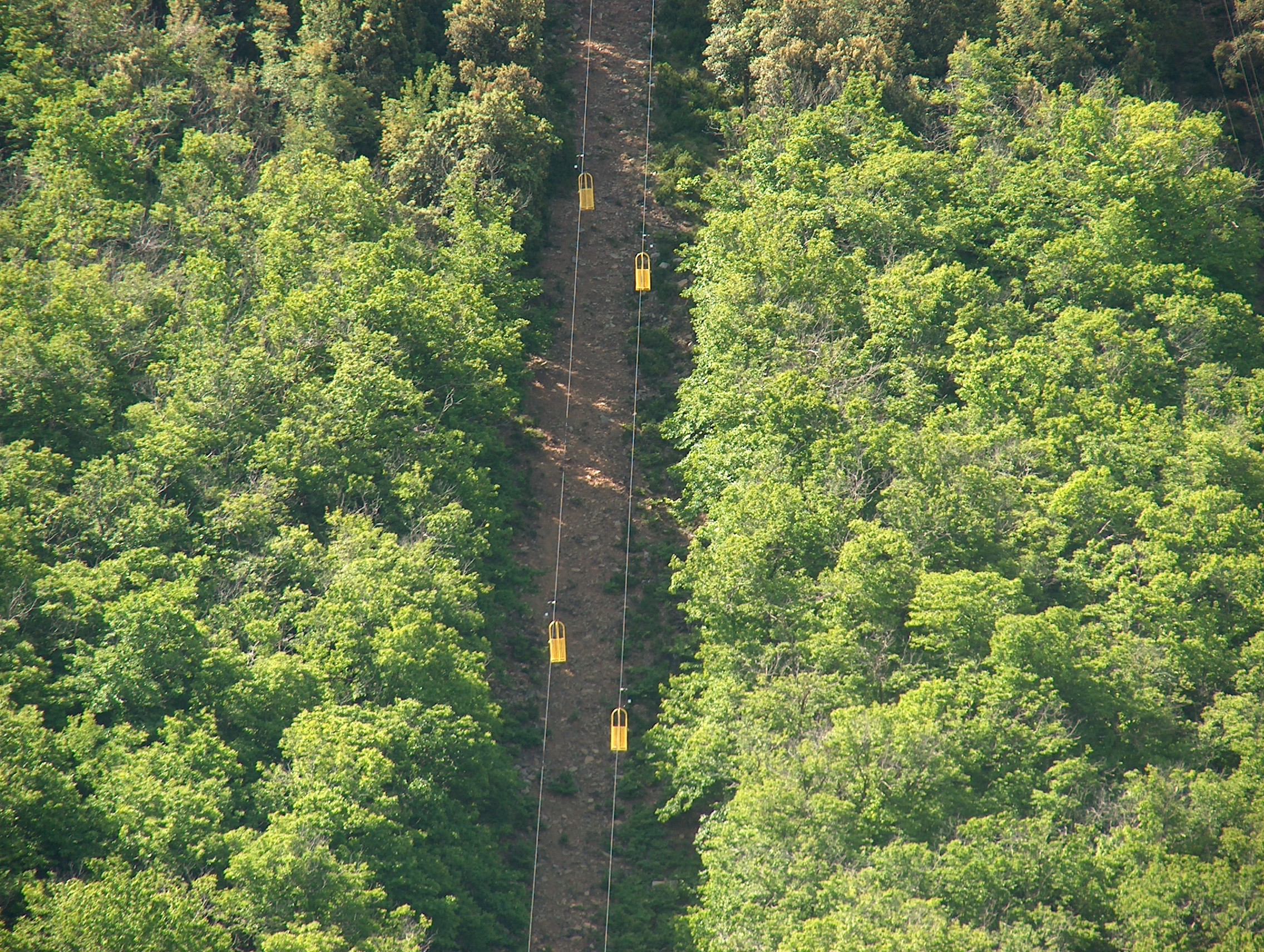
Die Seilbahn zum Monte Capanne
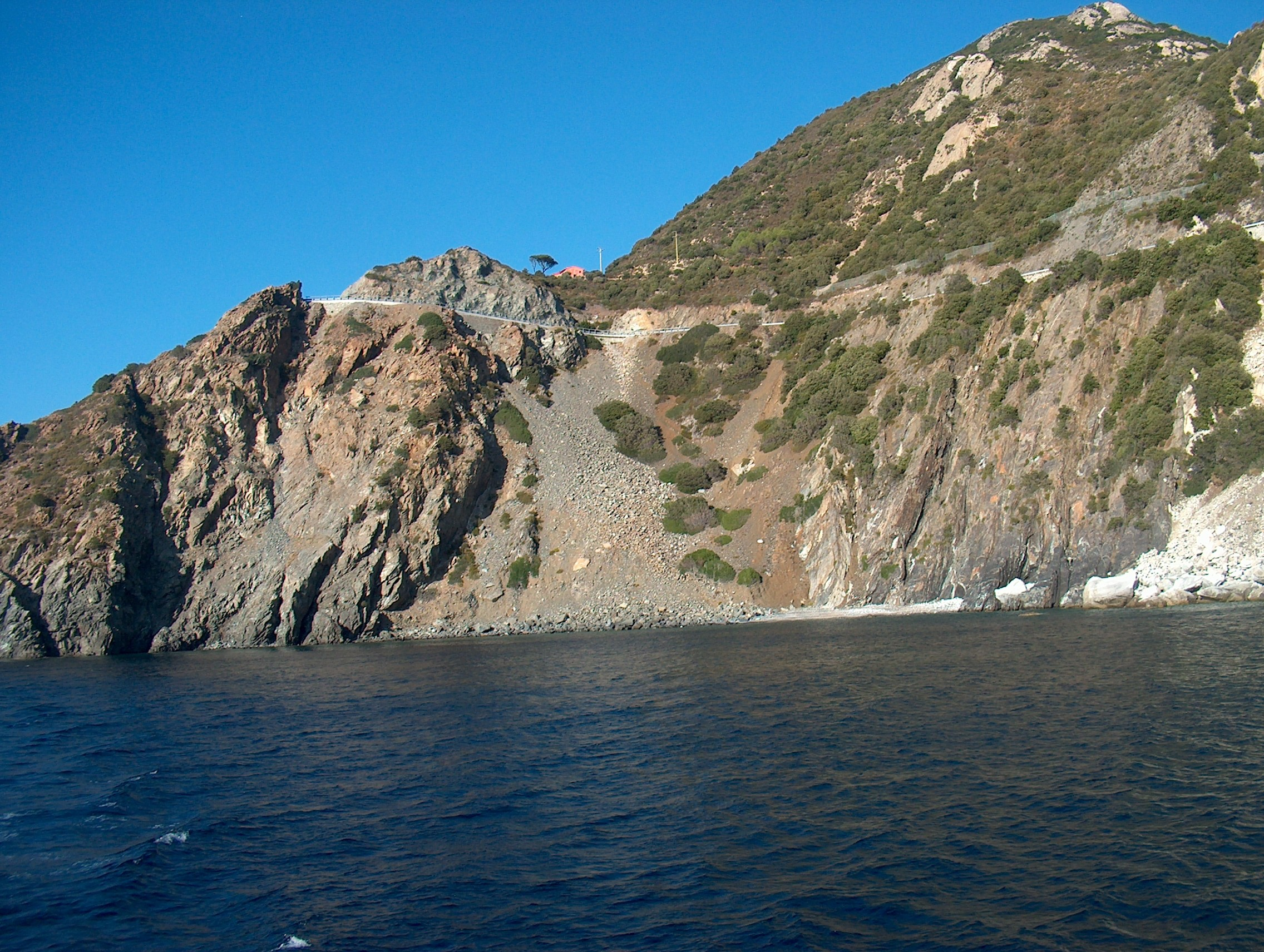
Landschaftsform im Westen Marcianas
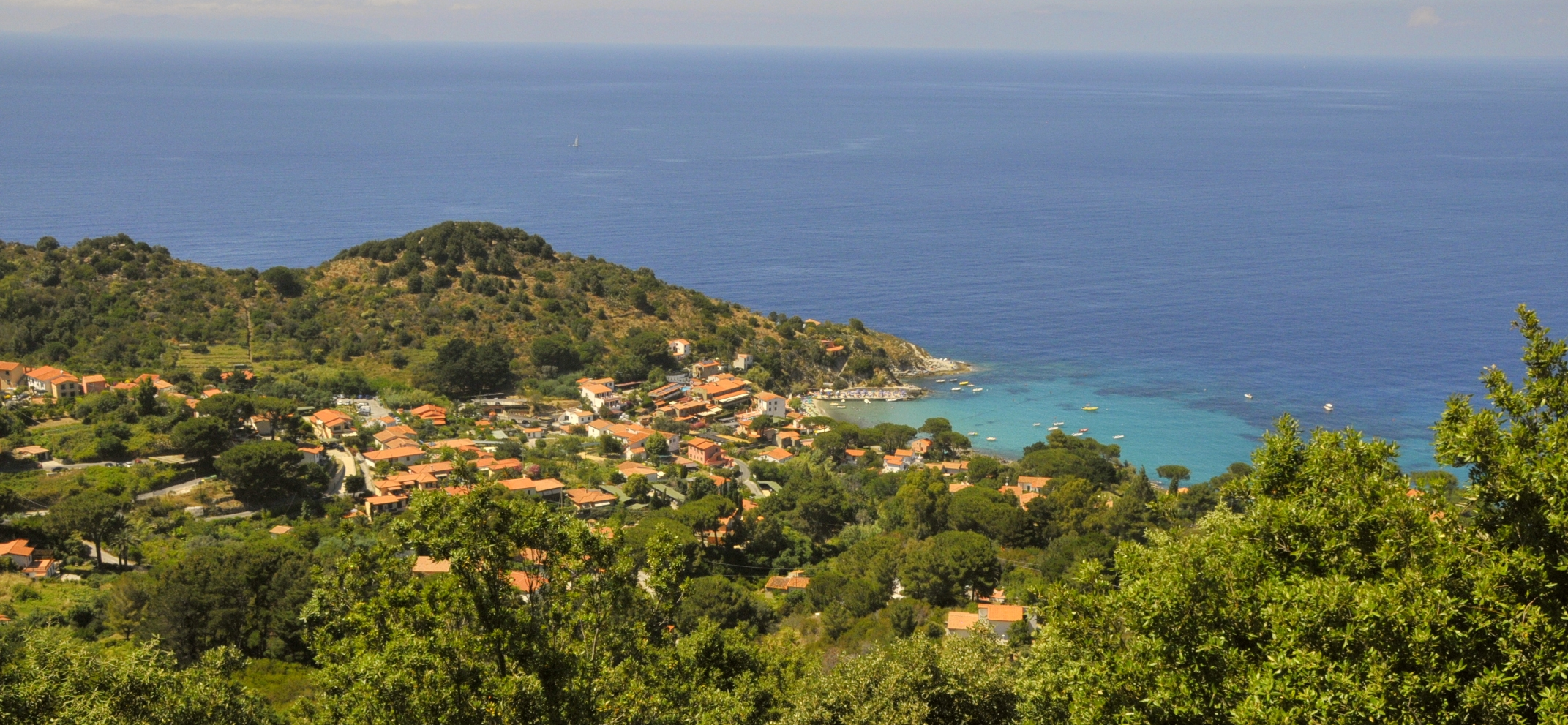
Sant’Andrea
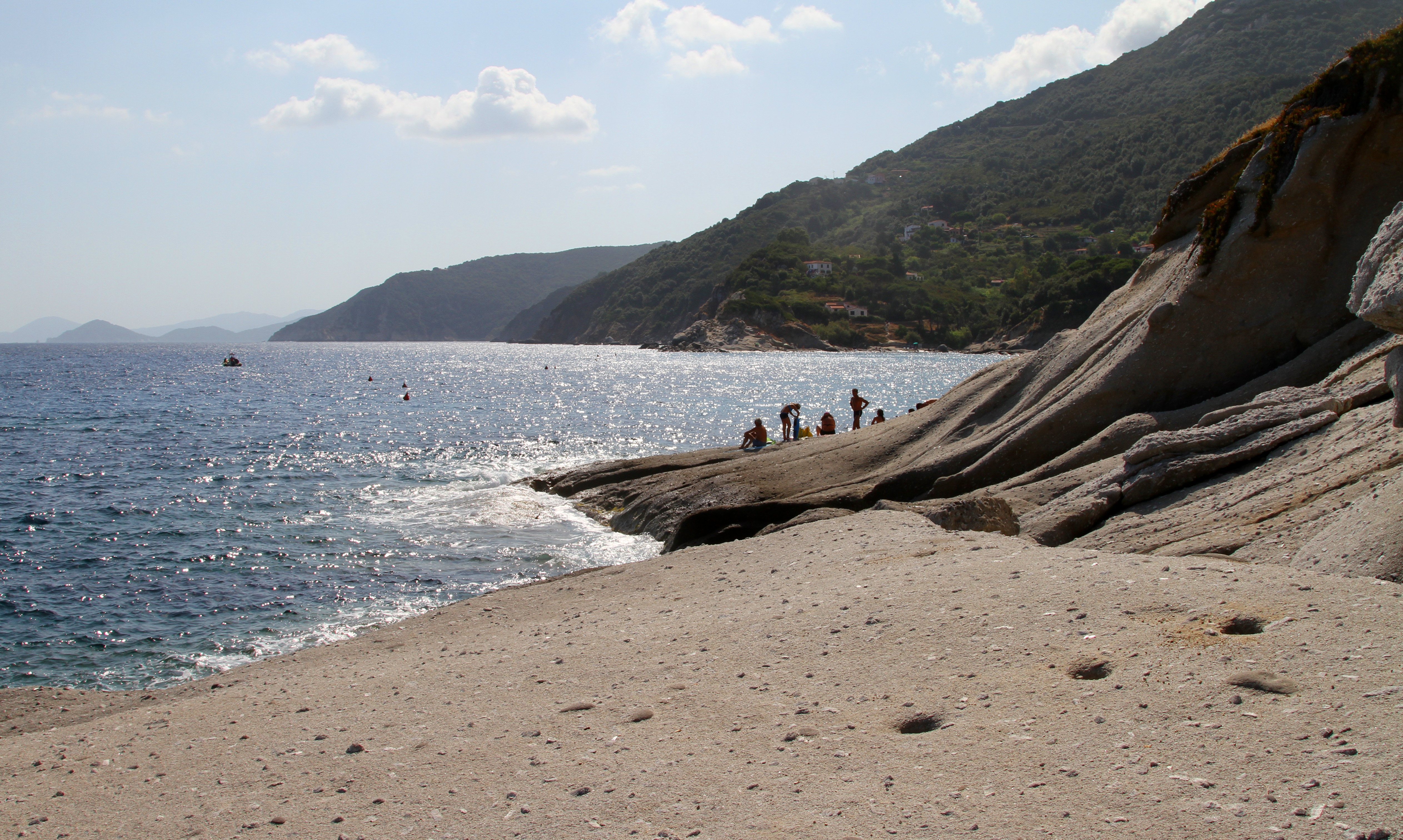
Die Küste bei Sant’Andrea